# Sauxillanges
 Sauxillanges  es una comuna y población de Francia, en la región de Auvernia, departamento de Puy-de-Dôme, en el distrito de Issoire. Es la mayor población y cabecera del cantón de su nombre.
Está integrada en la Communauté de communes du Pays de Sauxillanges.

## Demografía
Su población en el censo de 1999 era de 1.082 habitantes.
| 1,140 | 1,175 | 1,151 | 1,165 | 1,114 | 1,135 | 1,109 | 1,082 |
| Para los censos de 1962 a 1999 la población legal corresponde a la población sin duplicidades (Fuente: INSEE [Consultar]) |       |       |       |       |       |       |       |